# Meseta brasileña
Meseta brasileña (en portugués: Planalto Brasileiro) es la denominación geográfica de un gran macizo o planicie extensa (meseta), que cubre la mayoría de las regiones oriental, meridional y central del Brasil. Se prolonga sin una marcada solución de continuidad por territorio de los Estados vecinos: la región oriental de Paraguay, la Mesopotamia argentina, y gran parte del territorio uruguayo. Sus límites son: al norte, la Llanura amazónica; al este, el océano Atlántico; al sur, la Llanura pampeana y el estuario del Río de la Plata; y, al oeste, la Llanura chaqueña y el Pantanal del gran Mato Grosso. Comprende una superficie de entre 4 y 5 millones de km², casi la mitad del país.
Este gran macizo incluye a las grandes sierras que discurren de forma paralela al océano Atlántico. Dicho corredor recibe el nombre de Cordillera Atlántica de Brasil.
Sus principales cordilleras son la sierra de Mantiqueira, la sierra del Mar, la sierra Gaúcha y la sierra Geral. El promedio de altitud de los picos son de 1 200 metros sobre el nivel del mar, aunque sobresalen ciertas cumbres más elevadas que llegan casi a los 2 900 m. Los cerros más elevados de este macizo son los picos de Agulhas Negras (2 791 m) en la sierra de Mantiqueira y Maior de Friburgo (2 230 m) en la sierra del Mar.
Este escudo, planicie, o sistema orográfico está subdividido en tres partes como macizo meridional, macizo central, y macizo del Atlántico.

## Descripción
Se trata de una extensa región geográfica que abarca la mayor parte de las zonas oriental, meridional y central de Brasil, y que ocupa casi la mitad de la superficie del país, es decir, 4,5 millones de km². Además, una considerable mayoría de la población brasileña vive en las montañas o en la estrecha región costera inmediatamente adyacente. Tiene como límite norte la Meseta de Ceará (en el Nordeste), como límite este la Meseta de Borborema (entre PB y PE), como límite sur la Meseta Gaucha del Norte (al sur del Altiplano Sur), y como límite oeste el Altiplano Central Andino. Su parte más alta se encuentra en el sur de Minas.
Antiguas coladas de lava basáltica dieron origen a la mayor parte de la región. Sin embargo, la larga época de dramática actividad geofísica ha pasado, y ahora no hay actividad sísmica ni volcánica en la meseta. La erosión también ha desempeñado un papel importante en la formación de la meseta, formando extensos depósitos sedimentarios y erosionando las montañas.
La Meseta Brasileña destaca por la gran diversidad que se encuentra en ella: en la región hay varios biomas, condiciones climáticas, geoquímica divergente (por ejemplo, el tipo de roca que se encuentra en la frontera SC-RS y en Torres difiere mucho del que se encuentra en la Serra da Borborema, que es más parecido al que se ve en la Serra Capixaba, por ejemplo) y miles de especies animales y vegetales diferentes. 

## Subdivisiones
Según Aroldo de Azevedo (1949), la meseta brasileña se puede dividir en cinco subunidades:
- Meseta central
- Meseta Sur
- Meseta Norte Media (o Maranhão-Piauí)
- Meseta Noreste (o Meseta de Borborema)
- Tierras altas y mesetas del este y sureste

## Topografía
Su altitud es variable (entre 305 y 915 metros), el altiplano está bastante erosionado y cortado por varias cordilleras y numerosos valles. Una parte del territorio restante se compone de llanuras llamadas cerrados y de amplias zonas cubiertas de bosques.
Las mesetas están delimitadas por escarpes (rampas o laderas que aparecen en los bordes de mesetas y montañas), donde el proceso de desgaste o degradación supera al de deposición de sedimentos. Pueden presentar varias características, un grupo de colinas, montañas, cerros y mesetas.
Las principales sierras son la Serra da Mantiqueira, la Serra do Mar y la Serra Geral. La altitud media de las montañas es de unos 1.200 metros sobre el nivel del mar. Los principales picos son el Pico das Agulhas Negras (2.791 metros) en la Serra da Mantiqueira, y el Pico Maior de Friburgo (2.232 metros) en la Serra do Mar.

## Puertos de montaña
Brasil es un magnífico país para realizar actividades de ocio al aire libre en las lindas sierras de las que albega, con sus preciosas cascadas. Algunas de estas carreteras de montaña son conocidas a nivel mundial y citas de obligada visita.
A continuación se enlistarán los principales pasos montañosos, usando mapas digitales y herramientas online.
También están incluidas las subidas a las picos más emblemáticos.
| Nombre                              | Carretera                                        | Pavimentado       | Altitud |
| ----------------------------------- | ------------------------------------------------ | ----------------- | ------- |
| Pico Jaraguá                        |                                                  | Si salvo el final | 2525    |
| Morro Da Igreja                     | Estrada General Morro Da Igreja                  | Si                | 1822    |
| Pico Itapeva                        |                                                  | Si                | 1830    |
| Serra Do Quilombo                   | LMG-881                                          | No                | 1820    |
| Serra Do Paiol                      | Rodovia Pref.Benedicto Gomes de Souza            | No                | 1713    |
| Serra Da Piedade                    |                                                  | Si                | 1701    |
| Serra Do Engenheiro                 | BR-354                                           | Si                | 1700    |
| Alto do Santa Clara                 | SP-050                                           | Si                | 1670    |
| Morro Das Torres                    |                                                  |                   | 1651    |
| Mirador Vista Chinesa               | SP-123                                           | Si                | 1650    |
| Serra Do Faxinal                    | RS-427                                           | No                | 1600    |
| Serra do Cunha                      | BR-459                                           | Si                | 1530    |
| Serra do Rio do Rastro              | SC-390                                           | Si                | 1460    |
| Serra Do Petrópolis                 | BR-495                                           | Si                | 1440    |
| Serra do Rola Moça                  | Estrada p/Casa Branca                            | Si                | 1436    |
| Ivan Mariosa                        | Rodovia Joaõ Luis de Andrade                     | Si                | 1430    |
| Mirador Valle Parayba               | BR-459                                           | Si                | 1430    |
| Serra Do Caracol                    | BR-146                                           | Si                | 1400    |
| Serra Do Brastel                    |                                                  |                   | 1370    |
| Mirante Vale Da Bocaina             | SP-247                                           | Si                | 1360    |
| Guerrinha                           |                                                  | No                | 1325    |
| Pedra Do Mirante Senador José Bento | BR-459                                           | Si                | 1305    |
| Serra Da Itabirito                  | BR-356                                           | Si                | 1302    |
| Serra Do Pedra/Mirante Da Luz       | RJ-163                                           | Si                | 1300    |
| Serra Do Corvo Branco               | SC-370                                           | Si                | 1240    |
| Serra Do Rocinha                    | BR-285                                           | Si                | 1235    |
| Garganta Do Embau                   | SP-052/MG-158                                    | Si                | 1200    |
| Serra De Cachoeiras de Macacu       | RJ-116                                           | Si                | 1100    |
| Serra Do Baixa Verde                | PE-365                                           | Si                | 1100    |
| Serra Do Eme                        | RJ-161                                           | Si                | 1080    |
| Serra de Cassia Dos Coqueiros       | Estrada Municipal Mococa/Saõ Benedito Das Areias | No                | 1035    |
| Serra do Ubatuba                    | SP-125                                           | Si                | 990     |
| Mirante Do Soberbo                  | BR-116                                           | Si                | 950     |
| Serra Do Graziosa                   | PR-410                                           | Si                | 920     |
| Serra Do Rabisco                    | SR-239                                           | No                | 920     |
| Serra Do Umbu                       | RS-484                                           | No                | 900     |
| Serra Do Pinto                      | BR-453                                           | Si                | 900     |
| Serra Doña Francisca                |                                                  |                   | 896     |
| Alto Da Serra                       | RJ-107                                           | Si                | 850     |
| Serra Macaense                      | RJ-162                                           | No                | 840     |
| Serra Do Macaca                     | SP-139                                           | No                | 839     |
| Montañas Magi Bertioga              | SP-098                                           | Si                | 825     |
| Serra Do São Bento                  | BR-280                                           | Si                | 805     |
| Serra Caraguá                       | SP-099                                           | Si                | 800     |
| Mirante Morro Reuter                | VRS-873                                          | Si                | 712     |
| Serra Angra Dos Reis                | RJ-155                                           | Si                | 690     |
| Serra Canoas                        | Estrada Cristo Do Redentor                       | No                | 683     |
| Cristo Redentor                     |                                                  | Si                | 610     |
| Serra Do Cruz                       | RJ-182                                           | Si                | 600     |
| Paneiras                            |                                                  |                   | 550     |
| Serra Do Mirante                    | ES-164                                           | Si                | 542     |
| Serra Das Araras                    | BR-116                                           | Si                | 455     |

## Flora
La meseta brasileña abarca varios estados brasileños, con una rica variedad de ecosistemas que van desde bosques tropicales hasta praderas, y altiplanos elevados. La flora de la meseta brasileña es igualmente variada, reflejando la diversidad de sus paisajes y condiciones climáticas. La vegetación de la región juega un papel crucial en el mantenimiento del equilibrio ecológico, con una mezcla única de especies endémicas y vegetación adaptada a distintas altitudes, desde los bosques húmedos hasta las sabanas más secas.

### Bosques y selva atlántica
Una parte significativa de la meseta brasileña está cubierta por remanentes de la Selva Atlántica (Mata Atlântica), que alguna vez se extendió a lo largo de gran parte de la costa brasileña, pero ahora está muy fragmentada. Este bosque, caracterizado por su denso dosel perenne, alberga numerosas especies endémicas de plantas. En las regiones más bajas y húmedas de la meseta, la vegetación está dominada por árboles como el castaño de Brasil (Bertholletia excelsa), el pau-brasil (Caesalpinia echinata) y el jequitibá (Cariniana legalis), algunos de los cuales son valorados tanto por su madera como por su papel ecológico.
A medida que aumenta la altitud, la Selva Atlántica se convierte en bosques montanos, caracterizados por especies como el pino de montaña (Araucaria angustifolia) y el cambuí (Miconia spp.). Estos bosques de altitud albergan helechos, musgos y orquídeas únicas, que prosperan en las condiciones más frescas y nebulosas encontradas en las regiones montañosas de los Altos. Las bromelias, comunes en este entorno húmedo, son otro elemento distintivo de esta flora.

### Cerrado y sabana
A medida que la altitud sigue aumentando, la región se transforma en el bioma del cerrado, una vasta sabana tropical con vegetación característica. El cerrado se caracteriza por una mezcla de praderas, arbustos y árboles dispersos, adaptados a los incendios periódicos y a la sequedad. Las especies comunes de este bioma incluyen el barbatimão (Stryphnodendron adstringens), la cagaita (Eugenia dysenterica) y el pequi (Caryocar brasiliense), todas adaptadas a los suelos ácidos y pobres en nutrientes de los Altos. La familia de los cactus también es prevalente en la región, con especies como el mandacaru (Cereus jamacaru) que se encuentran en las áreas más áridas.

### Campos (Praderas)
Las elevaciones más altas, la meseta brasileña están dominadas por campos, o praderas, donde crece una amplia variedad de gramíneas, leguminosas y plantas herbáceas en los espacios abiertos entre los parches de bosque. Las praderas de pampa albergan numerosas especies de gramíneas como Andropogon y Paspalum, junto con orquídeas tropicales y flores violetas que florecen en los meses de primavera y verano.

### Endemismo y conservación
Una de las características más notables de la flora de la meseta brasileña es su endemismo, particularmente en las regiones montañosas más aisladas. Muchas especies vegetales en esta área han evolucionado con rasgos especializados para sobrevivir en el duro entorno de gran altitud. Sin embargo, la flora de la región enfrenta amenazas significativas debido a la pérdida de hábitat, la deforestación y el cambio climático, especialmente en los remanentes de la Selva Atlántica. Los esfuerzos de conservación son esenciales para proteger el delicado equilibrio de las especies vegetales en los Altos, ya que muchas de estas especies son fundamentales para los ecosistemas locales y para la supervivencia de numerosas especies animales.

## Fauna
La meseta brasileña es una vasta y ecológicamente diversa región, caracterizada por su terreno accidentado, altiplanos elevados y climas variados. Es hogar de una rica fauna, influenciada por su gama de ecosistemas, que van desde bosques tropicales hasta el cerrado (sabana) y los campos (praderas). La fauna de los Altos de Brasil es notable por su endemismo y adaptación a estos hábitats diversos, con muchas especies únicas adaptadas a las condiciones ambientales distintivas de la región.

### Mamíferos
Los meseta brasileña alberga una variedad de especies de mamíferos, algunas de las cuales son endémicas de la región. Una de las especies más icónicas es el aguará guazú (Chrysocyon brachyurus), un cánido alto y delgado adaptado a las praderas abiertas y sabanas. Tiene patas largas y una distintiva melena de pelo en el cuello, lo que le da su nombre. El puma (Puma concolor), otro importante depredador, también se encuentra en esta región, así como el venado de las pampas (Ozotoceros bezoarticus), que habita las praderas abiertas.
La región también alberga varios primates, incluidos el tití león negro (Leontopithecus chrysopygus), una especie en peligro crítico que se encuentra en los remanentes de la selva atlántica de la meseta brasileña. Estos titíes son importantes dispersores de semillas y juegan un papel crucial en el mantenimiento de la biodiversidad de su hábitat. Otra especie notable es el mono aullador (Alouatta spp.), que se encuentra en las áreas boscosas de los Altos de Brasil, conocido por sus distintivos y fuertes aullidos.

### Aves

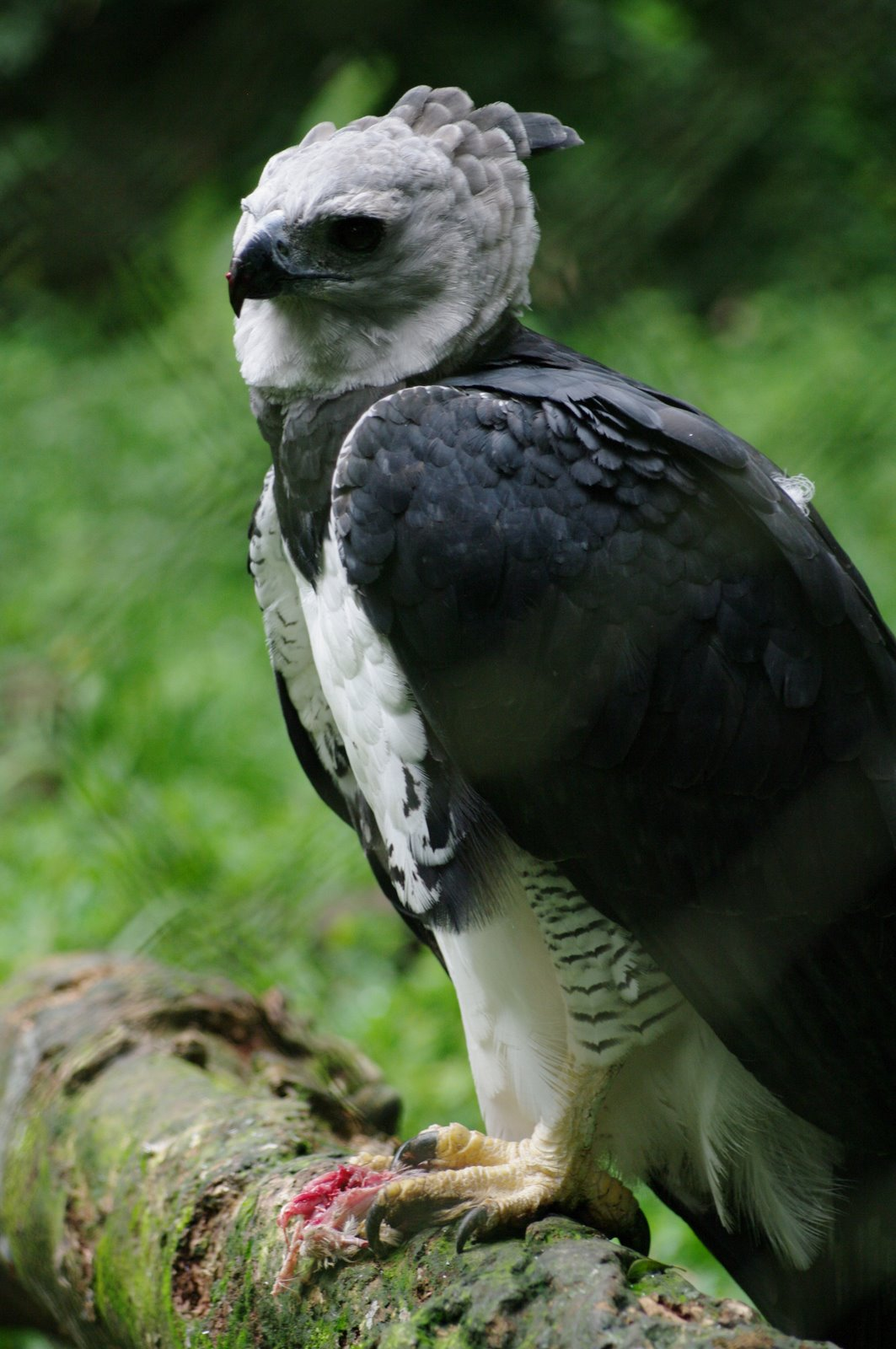
Ejemplar adulto de águila arpía.

La fauna aviar de la meseta brasileña es increíblemente diversa, con numerosas especies adaptadas a los variados entornos de la región. El águila arpía (Harpia harpyja), una de las águilas más grandes y poderosas del mundo, habita en las regiones montañosas y boscosas. Sus poderosas garras y su gran tamaño la convierten en un depredador dominante de la región. La meseta brasileña también albergan al pato serrucho brasileño (Mergus octosetaceus), una especie de pato en peligro crítico que habita ríos y arroyos de aguas rápidas.
Entre las muchas especies de aves endémicas se encuentra el tucán de pechorojo (Ramphastos dicolorus), que puede encontrarse en las áreas boscosas de la región. El gallo de roca de la Chapada do Rio Preto (Rupicola rupicola), un ave vibrante conocida por su llamativo plumaje naranja, es otro de los aspectos destacados de la avifauna de la meseta brasileña.

### Reptiles y anfibios
La meseta brasileña también ofrecen un entorno adecuado para una variedad de reptiles y anfibios. Especies como el sapo gigante (Rhinella marina) y las ranas arborícolas neotropicales (Hyla spp.) prosperan en las áreas húmedas y boscosas. También se encuentran en la región la víbora de foseta brasileña (Bothrops asper) y otras serpientes venenosas, que se adaptan bien a los afloramientos rocosos y la vegetación del terreno.